# クルクズ
コルグズ（モンゴル・チャガタイ語：Qorɣuz、ペルシア語：قرقوز Qorqūzまたはقرغوز Qorġūz）とは、モンゴル帝国に仕えたウイグル人文官の一人。イラン方面におけるモンゴル帝国の統治機関（研究者によってイラン総督府と呼称する）の第3代長官となった。

## 概要

### 生い立ち
クルクズは天山山脈東端のビシュバリクから4ファルサング離れたバルリグという小村に生まれた。幼くして父をなくしたがウイグル文字の習得に励み、やがてチンギス・カンの長男のジョチの家臣に仕えるようになった。ある日、ジョチが巻狩を行っている時にカアンからウイグル文の勅令が届いたが、近くには誰も読めるものがいなかった。そこでクルクズが進み出て勅令を読み上げたので、この一件でクルクズの能力を知ったジョチはクルクズを書記官として取り立てるようになったという。やがてチン・テムル主導の下でイラン総督府が組織されると、クルクズはジョチ家の権益を代表するものとして送り込まれた。

### イラン総督
1233年にオゴデイより正式にイラン総督の地位を認められたチン・テムルはクルクズとホラーサーン官僚のバハーウッディーン・ムハンマド・ジュヴァイニー（『世界征服者史』の著者アラーウッディーン・アターマリク・ジュヴァイニーの父）をクリルタイの開催にあわせてオゴデイの下に派遣し、オゴデイの下に到着したクルクズはその雄弁さによってオゴデイを喜ばせ、恩賜（ソユルガル）を得た。さらにオゴデイ直属の書記官僚チンカイの知遇を得たバハーウッディーンはパイザ、勅令（ジャルリグ）とともにサーヒブ・ディーワーン職も授けられた。
クルクズがイランに帰還するとチン・テムルは既に亡くなっており、イラン総督の地位は将軍のノサルが継いだが、既にかなりの高齢であったノサルに事務処理能力はなく実権はクルクズに移っていった。ノサルが総督に就任した頃、マリク・バハーウッディーンが訴訟のためにカラコルムのオゴデイの下を訪れていたが、イランに戻るにあたってクルクズのカラコルム召還命令を携えてきた。ノサルとクル・ボラトはクルクズの召還を喜ばなかったものの最終的には同意し、クルクズはマリク・バハーウッディーンらホラーサーンの有力者たちとともにカラコルムのオゴデイの下を訪れた。
カラコルムでは財務官僚のダーニシュマンド・ハージブがクルクズを罷免してチン・テムルの子のエドグ・テムルをその後継者とせんと画策していたが、一方でクルクズに好意的なチンカイが「ホラーサーンの有力者たちはクルクズを望んでいる」とオゴデイに助言していた。そこでオゴデイは再びクルクズをイランに派遣して人口調査を行わせ、その仕事ぶりを見極めるた上で処遇を決める、と命令した。この勅令を受けたクルクズは急ぎイランに帰国するとオゴデイの仮の任命書をたてにノサル、クル・ボラトから実権を奪ってイラン経営に取り組んだ。この頃のクルクズの業績は 『世界征服者史』に「民の間に正義と公正を広げた……諸都市復興の希望が顕わとなった」と記されている。
一方、チン・テムルの死亡とクルクズの抜擢で不遇を囲っていた者たちがエドグ・テムルの下に集まり、オゴデイの下にトングズを派遣してクルクズを告発させた。また、チンカイの敵対派閥もこの動きに協力したため、改めてアルグン・アカ（のちの四代目イラン総督）、クルバカ、シャムス・ウッディーンの3名がホラーサーンの実態調査のために派遣されることになった。この反対運動を知ったクルクズはバハーウッディーンを自らの代理として残して急ぎカラコルムを目指したが、道中でアルグンらと合流したクルクズはテムルチという使者をカラコルムに派遣して自らはイランに帰還した。この間、エドグ・テムル一派が官舎からクルクズ派の官僚を追い出し、さらにクルクズ派がそれを再奪還するなど混乱が続いたが、最終的にはカラコルム から戻ったテムルチが「関係者はカラコルムに出頭して裁定を受けよ」というオゴデイからの勅令をもたらした。カラコルムで行われた裁判でも容易に決着はつかなかったが、最終的にはオゴデイの命令によってクルクズの勝訴となり、クルクズは改めて3代目総督任命の勅令を得た。
カラコルムでの裁判を終えたクルクズはバトゥの弟のタングートと面会してホラズム経由でイランに1239年の11月-12月頃に帰還し、バハーウッディーンらの歓迎を受けた。同時期にノサルは病死し、クル・ボラトも暗殺されたためもはやクルクズを遮る者はなく、クルクズはイラン総督府の拠点をトゥースに移してイラン経営を再開した。また、この時オゴデイよりクルクズに与えられた勅令には「アム河（以西）、チョルマグンの軍が征服した全土を授ける」とあり、従来のホラーサーン、マーザンダラーン州に加えてイラン西部からアナトリア半島東部に至る広大な地域がイラン総督府の管轄下に入った。そこでクルクズは自らの息子たちをイラク、アッラーン、アゼルバイジャンに派遣して現地の統治を委ねている。

### 失脚
1241年、クルクズは再びカラコルムでオゴデイに面会すべくイランを発ったが、道中でクルクズはチャガタイの妃の近侍サルタクと口論になり、この一件を切っ掛けにチャガタイ家からクルクズは告発されるに至った。一方、クルクズの敵対派閥であったシャラフ・ウッディーンはこの頃アーザードヴァールで捕虜となっていたが、その妻によってもクルクズの告発がなされた。この 2件の告発を理由にアルグン、クルバカが再びクルクズ逮捕のために派遣され、これに反発したクルクズはトゥースに立てこもって抵抗したが、最終的にはノサルの子のトバダイに捕らえられた。捕らえられたクルクズはまずチャガタイ・ウルスに送られてそこで裁判を受けたが、最終判決はカラコルムの中央政府に委ねられた。この頃、カラコルムではオゴデイの寡婦のドレゲネが国政を代行していたが、シャラフ・ウッディーンがドレゲネの側近のファーティマ・ハトゥンに取り入って政治工作した結果クルクズはチャガタイ・ウルスに送り返され、そこで口に石を詰められて処刑された。
失脚の背景として、クルクズは（先々代かつ初代総督チン・テムルがイラン総督府創設にあたって登用していた）ホラズム官僚に対抗してバハーウッディーンらホラーサーン有力者・官僚と結びつき、彼らの支持を背景にイラン総督の地位を保っていた（特にバハーウッディーンは個人的にもクルクズと親しく、クルクズの死後にカラコルムを訪ねた折、クルクズの出身地を訪れていてもいる）。クルクズのイラン総督としての活動は「ホラーサーン官僚とホラズム官僚の政争」と表裏一体であり、『世界征服者史』もこの点に多くの記述を割いている。
また、初代総督チン・テムル、2代目総督ノサルはともにモンゴル伝統の季節移動を行っていたが、クルクズはトゥースへの移住以降本拠を移さず、後のトゥース繁栄の礎を作ったといえる。

## イラン総督府歴代総督
1. チン・テムル
2. ノサル
3. クルクズ
4. アルグン・アカ

## クルクズを取り扱った作品
- コミックス「天幕のジャードゥーガル」（作：トマトスープ、秋田書店） - 作中では「コルグズ」という名で登場。